# Pablo Mendoza
Pablo Mendoza (...) è un ex calciatore venezuelano, di ruolo centrocampista.

## Carriera

### Club
Ha sempre giocato nel campionato venezuelano.

### Nazionale
Con la maglia della Nazionale ha giocato una sola partita, nel 1987.